# 孫暁剛
孫 暁剛（そん しょうがん、英語: Sun Xiaogang、中国語: 孙 晓刚、1973年2月 - ）は、日本の人類学者（生態人類学・人文地理学・アフリカ地域研究）。学位は博士（地域研究）（京都大学・2005年）。静岡県立大学国際関係学部准教授。

## 来歴
1973年2月に生まれ。1998年3月筑波大学第三学群国際関係学類卒業後、筑波大学大学院環境科学研究科環境科学専攻に進学。2001年3月に修士課程を修了し、京都大学大学院アジア・アフリカ地域研究研究科博士課程に進学。2005年3月に博士課程を修了。博士論文のタイトルは「Continuity and dynamics of pastoral subsistence among the Rendille in northern Kenya -- with special reference to livestock management and response to socio-economic changes」。

## 研究
アフリカの乾燥・半乾燥地域に暮らす遊牧民の生業と社会・文化に関する生態人類学的研究を行っている。特にケニア北部の遊牧民レンディーレが家畜として育てているラクダや牛に着目した業績がある。単著の『遊牧と定住の人類学――ケニア・レンディーレ社会の持続と変容』は博士論文を日本語訳及びを改稿したもの。

## 所属学会
- 生態人類学会
- 日本アフリカ学会
- 日本文化人類学会
- 日本地理学会
- International Union of Anthropological and Ethnological Sciences

## 略歴
- 1973年 - 誕生。
- 1998年 - 筑波大学第三学群国際関係学類卒業。
- 2001年 - 筑波大学大学院環境科学研究科修士課程修了。
- 2005年 - 京都大学大学院アジア・アフリカ地域研究研究科博士課程修了。
- 2005年 - 京都大学大学院アジア・アフリカ地域研究研究科 研究員。（2006年まで）
- 2006年 - 日本学術振興会外国人特別研究員。（2008年まで）
- 2008年 - 京都大学東南アジア研究所特定研究員。（2010年まで）
- 2010年 - 筑波大学大学院生命環境科学研究科助教。（2012年まで）
- 2013年 - 筑波大学生命環境系准教授。（2014年まで）
- 2014年 - 京都大学大学院アジア・アフリカ地域研究研究科研修員。（2015年まで）
- 2016年 - 京都大学大学院アジア・アフリカ地域研究研究科特任准教授。（2019年まで）
- 2019年 - 京都大学アフリカ地域研究資料センター特任准教授。（2020年まで）
- 2020年 - 静岡県立大学国際関係学部准教授。

## 著作

### 単著
- 孫暁剛著『遊牧と定住の人類学――ケニア・レンディーレ社会の持続と変容』昭和堂、2012年。ISBN 9784812211724

### 編纂
- 湖中真哉・太田至・孫暁剛編『地域研究からみた人道支援――アフリカ遊牧民の現場から問い直す』昭和堂、2018年。ISBN 9784812217115

### 分担執筆、寄稿、等
- 田中二郎ほか編『遊動民――アフリカの原野に生きる』昭和堂、2004年。ISBN 4812203503
- 布野修司編『世界住居誌』昭和堂、2005年。ISBN 4812204437
- 杉原薫ほか編著『地球圏・生命圏・人間圏』京都大学学術出版会、2010年。ISBN 9784876989409
- 速水洋子・西真如・木村周平編『人間圏の再構築――熱帯社会の潜在力』京都大学学術出版会、2012年。ISBN 9784876982042
- 東長靖・石坂晋哉編『持続型生存基盤論ハンドブック』京都大学学術出版会、2012年。ISBN 9784876982073
- 日本アフリカ学会編『アフリカ学事典』昭和堂、2014年。ISBN 9784812214152
- 水野一晴編『アンデス自然学』古今書院、2016年。ISBN 9784772220217
- 太田至・曽我亨編『遊牧の思想: 人類学がみる激動のアフリカ』昭和堂、2019年。ISBN 9784812218242

## 座右の銘
「Seeing is believing. Think globally, act locally」。

## 関連人物
- 湖中真哉